# Marc Helleparth
Marc Helleparth (* 4. April 2001) ist ein österreichischer Fußballspieler.

## Karriere
Helleparth begann seine Karriere beim SK Rapid Wien. Im Jänner 2015 wechselte er in die Jugend des FC Admira Wacker Mödling, bei dem er ab der Saison 2015/16 auch sämtliche Altersstufen in der Akademie durchlief. Im Oktober 2019 stand er erstmals im Kader der Amateure, ohne aber zum Einsatz zu kommen. Im Jänner 2020 wechselte der Angreifer zum Regionalligisten FCM Traiskirchen, bei dem er im März 2020 in der Regionalliga debütierte.
Nach zwei Saisonen, die COVID-bedingt abgebrochen wurden, absolvierte Helleparth in der Saison 2021/22 26 Regionalligaspiele und erzielte drei Tore. In der Saison 2022/23 kam er zu 23 Einsätzen, in denen er fünfmal traf. In der Saison 2023/24 absolvierte er 27 Spiele in der dritthöchsten Spielklasse und machte neun Tore. Zur Saison 2024/25 wechselte er nach viereinhalb Jahren in Traiskirchen zum Zweitligisten Kapfenberger SV. Sein Debüt in der 2. Liga gab er im August 2024, als er am ersten Spieltag jener Saison gegen Admira Wacker in der Startelf stand.